# Blanus
Blanus Wagler, 1830 è un genere di rettili del sottordine Amphisbaenia. È l'unico genere della famiglia Blanidae.

## Descrizione
Al pari delle altre anfisbene hanno aspetto vermiforme e sono privi di arti. Il corpo è ricoperto da squame anulari. Il cranio è rigido e compatto e viene utilizzato per perforare il terreno.

## Tassonomia
Il genere comprende le seguenti specie:
- Blanus alexandri Sindaco, Kornilios, Sacchi & Lymberakis, 2014
- Blanus aporus Werner, 1898
- Blanus cinereus (Vandelli, 1797)
- Blanus mariae Albert & Fernández, 2009
- Blanus mettetali Bons, 1963
- Blanus strauchi (Bedriaga, 1884)
- Blanus tingitanus Busack, 1988

Il genere era in precedenza incluso nella famiglia Amphisbaenidae. Recenti studi ne hanno suggerito la segregazione in una famiglia a sé stante, filogeneticamente prossima alla famiglia Bipedidae.

## Distribuzione e habitat
Le specie del genere sono presenti in Nord Africa (Algeria e Marocco), nella penisola iberica (Spagna e Portogallo), in Grecia, in Asia minore, e in Medio Oriente (Iraq e Siria).
In passato la diffusione del genere in Europa era più estesa di quella attuale come testimoniato da una serie di reperti fossili.